# Tell Feheriye

Mapa starożytnego Bliskiego Wschodu ok. 1000–800 p.n.e. z zaznaczonymi najważniejszymi aramejskimi i nowohetyckimi państewkami, w tym królestwem Bit-Bahiani i miastami Sikanu i Guzana

Tell Feheriye, Tell Fakhariya – stanowisko archeologiczne w północnej Syrii, leżące na południowych obrzeżach miasta Ras al-Ajn w muhafazie Al-Hasaka. W starożytności w miejscu tym znajdowało się miasto Sikanu (Sikkan), które jeszcze do niedawna niektórzy badacze próbowali identyfikować z Waszuganni, stolicą Mitanni.

## Wykopaliska
W 1940 roku prace wykopaliskowe na stanowisku prowadzili archeolodzy amerykańscy z University of Chicago pod kierunkiem Calvina McEwana. a w roku 1955 i 1956 archeolodzy niemieccy z Fundacji Openheima. W 2005 roku prace na Tell Feheriye rozpoczął zespół archeologów niemieckich i syryjskich, mający za zadanie szczegółowo udokumentować wszelkie archeologiczne pozostałości na stanowisku.
W wyniku prac archeologicznych ustalono, że stanowisko to zasiedlone było począwszy od środkowej i późnej epoki brązu (ok. 2000 - pocz. XII w. p.n.e.), przez epokę żelaza (XII - koniec VII w. p.n.e.), epoki hellenistyczną (ok. 330 - koniec II w. p.n.e.) i rzymską (I w. p.n.e. - poł. IV w. n.e.), aż do średniowiecza.
W warstwie VIII, najwcześniejszej, odnaleziono ceramikę pochodzącą z początku II tys. p.n.e., z czasów istnienia staroasyryjskich kolonii handlowych (środkowa epoka brązu). W warstwie VII, datowanej na późną epokę brązu, odkryto malowaną ceramikę pochodzącą z okresu istnienia huryckiego królestwa Mitanni (XV-XIV w. p.n.e.). Warstwa VI, datowana na XIII w. p.n.e., zawierała wyroby z kości słoniowej, pieczęcie cylindryczne i tabliczki gliniane zapisane pismem klinowym w języku asyryjskim, co wskazuje, że istniejące tu w tym okresie miasto należało do królestwa średnioasyryjskiego. Osłabienie Asyrii i najazdy plemion aramejskich w 2 poł. XI w. p.n.e. doprowadziły najprawdopodobniej do utraty przez Asyrię kontroli nad miastem i całym regionem.
W epoce żelaza istniejące tu miasto nosiło nazwę Sikanu/Sikkan. Identyfikacja ta stała się możliwa dzięki przypadkowemu odkryciu w 1979 roku na stanowisku dwujęzycznej, aramejsko-asyryjskiej inskrypcji datowanej na trzecią ćwierć IX w. p.n.e. Inskrypcja wyryta została na posągu brodatego mężczyzny, wykonanym ku czci boga Hadada, wiązanego z miastem Sikkan w wersji aramejskiej i z Guzaną w wersji asyryjskiej. Autorem inskrypcji był Hadd-jit'i (asyryjskie Adda-it'i), zarządca Guzany, stolicy aramejskiego królestwa Bit-Bahiani. Wcześniejsza wzmianka o Sikanu i Guzanie pojawia się w kontekście wyprawy wojennej asyryjskiego króla Adad-nirari II (911-891 p.n.e.) z 894 r. p.n.e. poprowadzonej w rejon rzeki Chabur. W trakcie marszu na Guzanę, rządzoną wówczas przez Abi-salamu, Adad-nirari II wkroczył do miasta Sikanu. Tutaj otrzymał on od Abi-salamu trybut, na który złożyły się rydwany, konie, cenne metale i skarby z pałacu.

## Identyfikacja Sikanu/Sikkan z Waszuganni/Waszukanni
Jeszcze do niedawna niektórzy badacze sugerowali, że Sikanu/Sikkan było późniejszą formą nazwy miasta Waszuganni/Waszukanni, tym samym dostarczając jednego z argumentów za identyfikacją Waszuganni, stolicy Mitanni, z Tell Feheriye. Badania gliny z tabliczek na których zapisano listy Tuszratty, ostatniego z wielkich królów Mitanni, do faraona egipskiego Echnatona, wykazały jednak, iż glina ta różni się od tej z której  zostały wykonane średnioasyryjskie tabliczki odnalezione na stanowisku. Zakładając, że listy Tuszratty napisane zostały w stolicy Mitanni, można by oczekiwać, że tabliczki na których je zapisano powstałyby z gliny pozyskanej lokalnie. Przeciwko identyfikacji Sikanu/Sikkan z Waszuganni przemawia też to, że nazwa Sikanu/Sikkan poświadczona jest już w źródłach z okresu panowania III dynastii z Ur (ok. 2100-2000 p.n.e.), a więc na długo przed powstaniem królestwa Mitanni.